# الإستراحة (مسرحية)
مسرحية الرعب الكوميدية الاستراحة مسرحية كويتية عرضت في عيد الاضحى المبارك عام ١٤٤٢هـ

## قصة المسرحية
المسرحية تسلِّط الضوء على العديد من القضايا المهمة في إطار كوميدي ساخر ممزوج بالرعب المعتمد على عناصر السينوغرافيا والأداء المتقن للفنانين، بالتركيز على مشكلات الفساد والاستغلال والفقر بالإضافة إلى العديد من القضايا. 

## طاقم العمل

### الممثلين
- باسمة حمادة [4]
- هيا الشعيبي
- سلطان الفرج
- عماد العكاري
- نورة العميري
- سامي مهاوش
- علي الجوقا
- سعاد سلمان
- بيبي بوشهري
- سليمان العنزي
- سليمان كايد
- بشار النكاس
- سعود الرشود،

### تأليف
- علي حسين دشتي

### للمنتج
- خالد الشمري

### مدير المشروع
- فهد الشاهين

### إخراج
- علي حسين دشتي.